# 丁德爾戰役
丁德爾戰役是一系列在丁德爾鎮發生的戰鬥，屬於快速支援部隊（RSF）於森納爾州進行的森納爾攻勢的一部分。

## 背景
2023年4月15日，快速支援部隊（RSF）與蘇丹武裝部隊（SAF）之間的緊張局勢升級為戰爭。快速支援部隊由穆罕默德·哈姆丹·達加洛（通稱赫梅迪）領導，而蘇丹武裝部隊則由阿卜杜勒·法塔赫·布爾漢領導。快速支援部隊成功奪取全國多個地區。在佔領瓦德馬丹尼後，快速支援部隊得以進入森納爾州的領域。
快速支援部隊於2024年6月30日對森納爾州發起全面攻勢。

## 時間軸

### 第一次、第二次及第三次丁德爾戰役
在快速支援部隊（RSF）佔領州首府辛賈後，向東擴展並佔領了丁德爾。蘇丹武裝部隊（SAF）於2024年7月4日重新奪回該鎮，並聲稱快速支援部隊已撤退至辛賈。然而，快速支援部隊於2024年7月5日再次奪回該鎮。快速支援部隊在X平台發表聲明稱：「快速支援部隊於週五對布爾漢民兵、恐怖的伊斯蘭運動部隊及其聯合部隊取得了壓倒性勝利，完全控制了戰略性地區丁德爾。」聲明中還提到造成重大損失，包括摧毀7輛車輛、繳獲9輛車輛、擊斃170名士兵，並俘虜了一名未知的SAF指揮官。快速支援部隊還發布了一段其戰鬥人員在丁德爾橋上的影片。

### 第四次丁德爾戰役
在蘇丹武裝部隊於2024年10月5日重新奪回穆耶山後，於2024年10月19日再次對丁德爾鎮發起攻勢。據報導，軍隊摧毀並繳獲若干車輛，並在周邊村莊建立了檢查站。
至2024年10月23日，蘇丹武裝部隊經過數日激戰後再次奪回丁德爾。

## 後續影響
在重新奪回丁德爾不到24小時後，蘇丹武裝部隊也重新控制了位於森納爾州以東25英里的蘇基市。
2024年11月7日，蘇丹武裝部隊在丁德爾以西的村莊逮捕了數十名疑似快速支援部隊協作者及新招募人員。